# Dinu Nicodin
Dinu Nicodin (numele de scriitor al lui Nicolae Ioanid sau Nicolae Joanidi ; n. 18 iunie 1886 – d. 1948) a fost un scriitor român, poet și prozator, afiliat literaturii moderniste, participant frecvent la viața cenaclului literar Sburătorul (din 1934). Fiind dintr-o familie aristocratică, Dinu Nicodin a fost o prezență excentrică și aventuroasă, care a devenit scriitor datorită pasiunii sale pentru literatură și creația literară.
Operele sale literare, împrăștiate în timp, au fost primite bine de către critică, în general. Total caracteristic sieși, Nicodin a fost un foarte bun susținător al colegilor săi mai tineri, fiind remarcat mai ales pentru prezența sa socială în perioada interbelică din România.
Cele două romane ale sale, Lupii și Revoluția i-au adus laude critice, fiind apreciate pentru erudiția scriiturii și pentru stilul lor narativ caracteristic și unic al autorului. În același timp, datorită individualității aparte a stilului literar al lui Nicodin, a fost dificil în a i se găsi un loc în curentele literaturii române din prima jumătate a secolului al XX-lea. Căzut relativ repede în uitare în cursul anilor 1950, interesul față de opera literară a lui Dinu Nicodin a renăscut sensibil după anul 1989.

## Biografie
Provenit dintr-o familie nobilă și bogată, Dinu Nicodin s-a născut ca Nicolae Ioanid sau, după alte surse, Nicolae Joanidi. A primit o educație aleasă și a participat ca ofițer al Armatei Române la Primul război mondial.
A fost introdus cenaclului Sburătorul de însuși Eugen Lovinescu, cu care se cunoscuse personal într-un tren de la Constanța la București, în 1934, după publicarea romanului Lupii. 
A fost ales ca membru al Societății Scriitorilor Români.

## Opera
Antume
- O plimbare pe Olt, 1930, carte de călătorii;
- Lupii (roman), 1933;
- Aghan, 1940;
- Pravoslavnica ocrotire, 1941, pamflet despre uneltirile Rusiei în perioada premergătoare Unirii Principatelor Române;
- Revoluția (roman), 2 volume, ilustrat cu gravuri în lemn de Eugen Stec, 1.184 pagini, Editura Socec & Co. S.A.R. (1938 și 1943).

Reeditări postume
- Revoluția, prefață și îngrijire de ediție de Ion Simuț, Editura Albatros, 2000.

În cartea sa de memorii, Ion Barbu – Amintiri, cu un cuvânt înainte de Ov. S. Crohmălniceanu, apărută la București în 1979, Gerda Barbilian a publicat epistolele pe care Dinu Nicodin i le-a trimis lui Ion Barbu.